# Schloss Haidenkofen

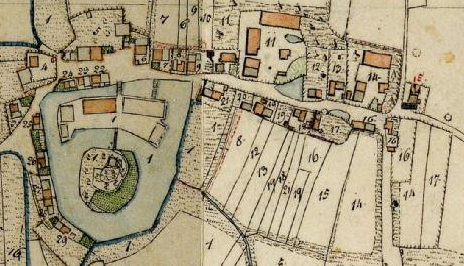
Lageplan von Schloss Haidenkofen auf dem Urkataster von Bayern (1832)

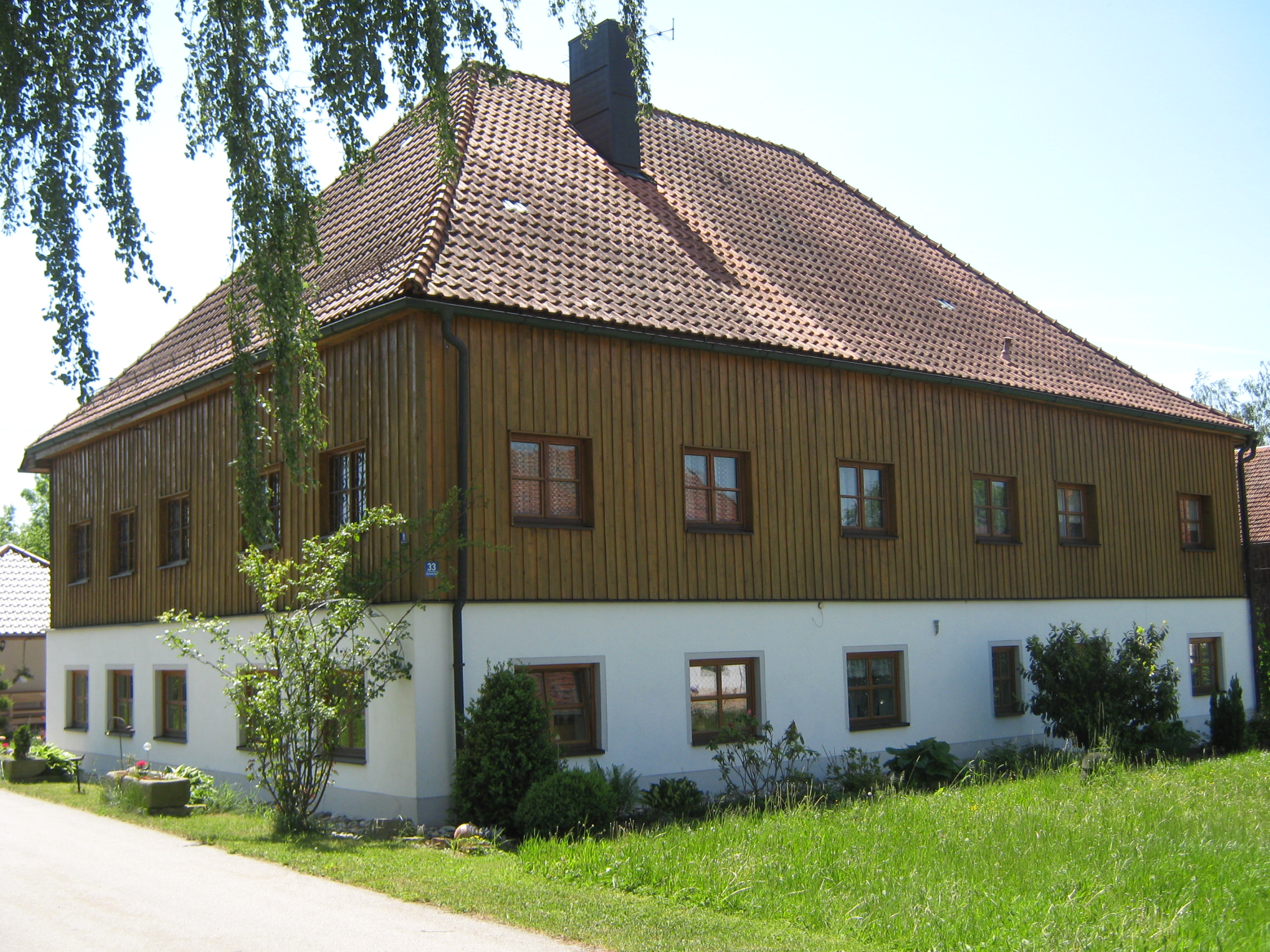
Ehemaliges Gesindehaus des Schlosses Haidenkofen (2012)

Das abgegangene Schloss Haidenkofen befindet sich in Haidenkofen, heute ein Ortsteil des niederbayerischen Marktes Wallersdorf im Landkreis Dingolfing-Landau. Der Burgstall befindet sich 300 m westlich der Ortskapelle St. Achatius. Die Anlage ist als Bodendenkmal mit der Aktennummer D-2-7242-0008 und der Beschreibung „Niederungsburgstall des Mittelalters und der frühen Neuzeit“ verzeichnet. Ebenso ist sie unter der Aktennummer D-2-79-137-27 als Baudenkmal von Haidenkofen verzeichnet.

## Beschreibung
Das Schloss Haidenkofen war ursprünglich eine Niederungsburg, die von einem breiten Wassergraben umgeben war. Wie auf dem Urkataster von Bayern zu erkennen ist, bestand das im 17. Jahrhundert erbaute Schloss aus einer Kernburg und einem nördlich vorgelagerten Gelände mit einer Vorburg, die ebenfalls noch von einem Wassergraben umgeben war. Zur Vorburg führten zwei Brücken, zur Kernburg eine Brücke.
Heute ist der Burgstall mit einem erhöhten rundlichen Kernwerk und der vorgelagerten Vorburg im Gelände noch erkennbar. Die ehemaligen Wassergräben sind als breite Geländemulden noch vorhanden. Erhalten blieb das zweigeschossige und mit einem Walmdach gedeckte Gesindehaus aus dem 17. Jahrhundert. Im Ort wird beim Gastwirt Preller (Haidenkofen 30) ein fiktives Modell der ehemaligen Wasserburg gezeigt.

## Geschichte
1397 wird Eberhart der „Falkenstainer zu haitenkofen“ genannt. Haidenkofen bildete eine zum Pfleggericht Landau im Rentamt Landshut gehörende Hofmark.  Seit Mitte des 18. Jahrhunderts war diese in der Hand der Herren von Plank.